# 银钟花科
银钟花科只有银钟花属一个属，约5-6种，分布在北美洲和亚洲暖温带地区，中国只有一种——银钟花（Halesia macgregorii Chun），生长在东南沿海各省。
银钟花科植物为灌木或乔木，被星状柔毛；叶有柄；花的花萼4裂；花冠4深裂；果实为核果，有2－4条纵翅。 
1981年的克朗奎斯特分类法将本属划入安息香科，属于柿目；1998年根据基因亲缘关系分类的APG 分类法单独分出一个科，列入杜鹃花目，2003年经过修订的APG II 分类法不承认这个科，将本属依然列入安息香科，但仍然划归杜鹃花目。

## 下属
- 银钟花属
  - 北美银钟花 Halesia carolina Linn.，产于北美洲。
  - 银钟花 Halesia macgregorii